# Johannita–mamlúk tengeri csata (1440)
Az 1440-es johannita–mamlúk tengeri csata az anatóliai partok közelében zajlott le. A Jeruzsálemi Szent János Ispotályos Lovagrend megfutamította a Mamlúk Szultánság számbeli fölényben lévő hadát.

## Az ütközet
A rend és a szultánság között békeszerződés volt érvényben 1428 óta. A Rodoszról kiinduló, a muzulmán kereskedelmet és hajóforgalmat támadó kalózakciók miatt azonban Az-Záhir Csakmak egyiptomi szultán elhatározta, hogy véget vet a lovagok tevékenységének. Az eseményekről Jean de Lastic nagymester 1440. november 6-án levélben tájékoztatta Jean de Villaragut aragoni perjelt, a csata lefolyásáról szóló beszámolóknak ez a forrása.
A Rodoszt megközelítő muzulmán flotta 18 gályából állt. A rend hét gályából, négy másik hajóból és hat kisebb vízi járművel megtámadta a horgonyzó hajókat, amelyek nem mozdultak. Másnap éjjel a mamlúk flotta a török partok felé indult, majd a következő napon, közel Anatólia partjaihoz, harci alakzatba álltak egy olyan területen, ahol a johannita gályák nem tudtak manőverezni. Ennek ellenére a rend hajói támadást indítottak a számbeli fölényben lévő ellenség ellen. Mindkét oldalon sokan meghaltak, és csak a sötétedés vetett véget a harcnak. A rend oldalán avatkozott be a burgundiai Geoffroy de Thoisy lovag négy hadihajója is. A szultán 12 hajót vesztett.
A következő napon a muzulmánok megrohanták Koszt, és végigdúlták az ispotályosok birtokait, majd sok keresztény rabszolgát ejtve visszahajóztak a szultánságba. Lastic levelében közölteː arról értesült, hogy a szultán nagyon dühös, ezért újabb támadásra készül. 1444-ben a mamlúkok nagyobb sereggel érkeztek, de a lovagok visszaverték őket.